# Uno-X Mobility (vrouwenwielerploeg)/2024
Deze pagina geeft een overzicht van de vrouwenwielerploeg Uno-X Mobility in 2024.

## Algemeen
Teammanager: Jens Haugland, Thor Hushovd vanaf 1/2
Ploegleiders: Anna Badegruber, Jesper Bundgaard Vinkel, Jelle De Jong, Huub Duijn, Alexandra Greenfield
Fietsmerk: DARE Bikes

## Renners

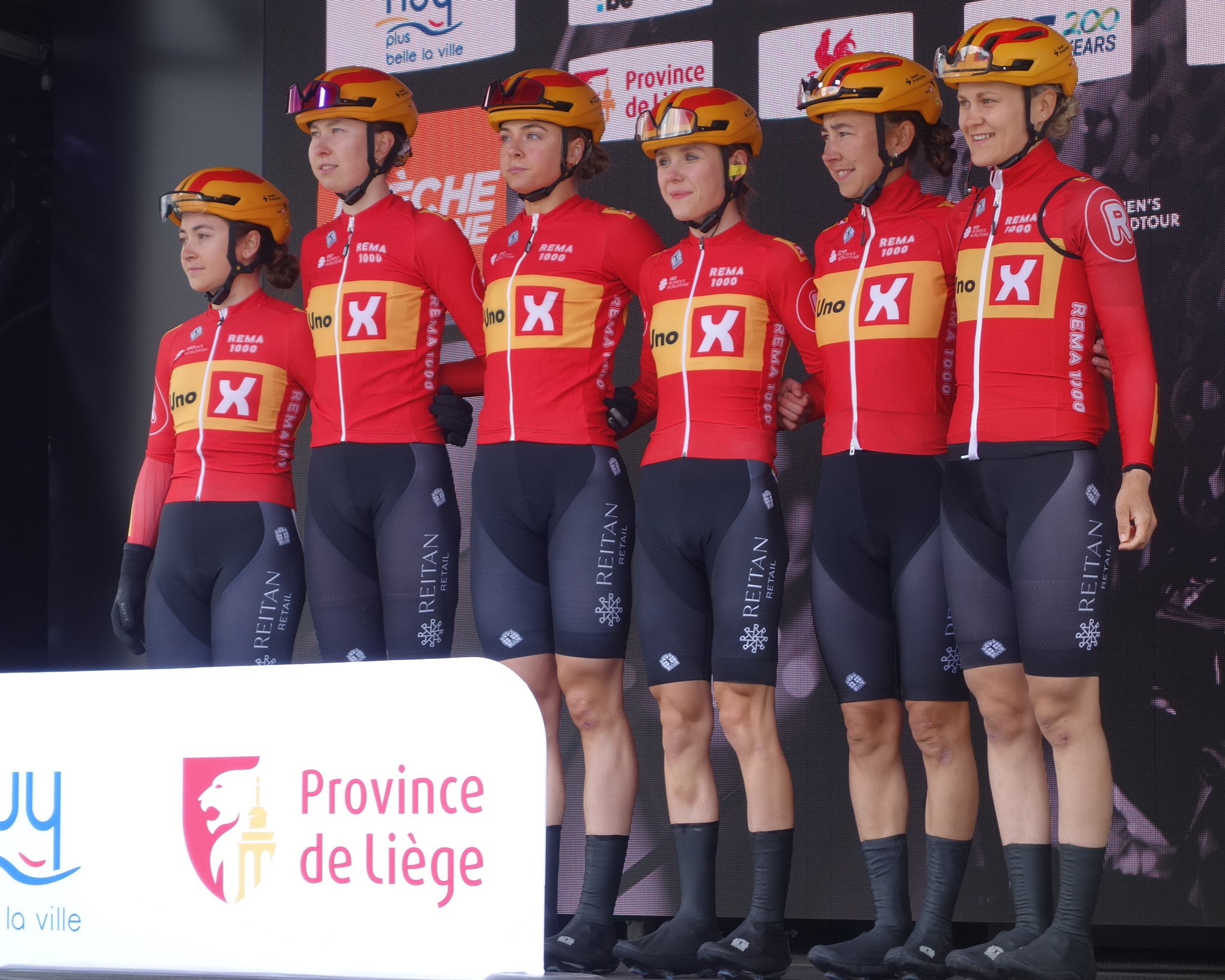
De ploeg in de Waalse Pijl 2024.

| Naam                      | Geboortedatum | Nationaliteit       | Ploeg 2023                        |
| ------------------------- | ------------- | ------------------- | --------------------------------- |
| Katrine Aalerud           | 04-12-1994    | Noorwegen           | Movistar Team                     |
| Anniina Ahtosalo          | 27-08-2003    | Finland             |                                   |
| Susanne Andersen          | 23-07-1998    | Noorwegen           |                                   |
| Solbjørk Minke Anderson   | 15-08-2004    | Denemarken          | Team Grand Est-Komugi-La Fabrique |
| Elinor Barker             | 07-09-1994    | Verenigd Koninkrijk |                                   |
| Teuntje Beekhuis          | 18-08-1955    | Nederland           | Jumbo-Visma                       |
| Marte Berg Edseth         | 06-10-1998    | Noorwegen           |                                   |
| Simone Boilard            | 21-07-2000    | Canada              | St Michel-Mavic-Auber93           |
| Maria Giulia Confalonieri | 30-05-1993    | Italië              |                                   |
| Amalie Dideriksen         | 24-05-1996    | Denemarken          |                                   |
| Rebecca Koerner           | 22-09-2000    | Denemarken          |                                   |
| Anouska Koster            | 20-08-1993    | Nederland           |                                   |
| Julie Leth                | 13-07-1992    | Denemarken          |                                   |
| Joscelin Lowden           | 03-10-1987    | Verenigd Koninkrijk |                                   |
| Wilma Olausson            | 09-04-2001    | Zweden              |                                   |
| Mie Bjørndal Ottestad     | 17-07-1997    | Noorwegen           |                                   |
| Anne Dorthe Ysland        | 09-04-2002    | Noorwegen           |                                   |

### Vertrokken
| Naam          | Geboortedatum | Nationaliteit       | Ploeg 2024     |
| ------------- | ------------- | ------------------- | -------------- |
| Hannah Barnes | 04-05-1993    | Verenigd Koninkrijk | Gestopt        |
| Hannah Ludwig | 15-02-2000    | Duitsland           | Cofidis        |
| Amalie Lutro  | 15-03-2000    | Noorwegen           | Massi-Baix Ter |

## Overwinningen
| Nationale kampioenschappen wielrennen Denemarken - wegrit: Rebecca Koerner Finland - tijdrit: Anniina Ahtosalo Finland - wegwedstrijd: Anniina Ahtosalo Noorwegen - tijdrit: Katrine Aalerud Noorwegen - wegrit: Mie Bjørndal Ottestad Europese kampioenschappen Tijdrit U23: Anniina Ahtosalo Ronde van Normandië Eindklassement: Mie Bjørndal Ottestad Trofee Maarten Wynants Anniina Ahtosalo RideLondon Classic Bergklassement: Rebecca Koerner Ronde van Catalonië Jongerenklassement: Solbjørk Minke Anderson |

AG Insurance-Soudal · Canyon//SRAM · Ceratizit-WNT Pro Cycling · dsm-firmenich PostNL · FDJ-SUEZ · Fenix-Deceuninck · Human Powered Health · Lidl-Trek · Liv AlUla Jayco · Movistar · Roland · SD Worx-Protime · UAE Team ADQ · Uno-X Mobility · Visma|Lease a Bike
Mannen: 2020 · 2021 · 2022 · 2023 · 2024 · 2025
Vrouwen: 2022 · 2023 · 2024 · 2025